# 北區 (札幌市)
北区（日语：／ Kita ku */?）是位於札幌市北部的一個区，是札幌市10區中人口最多的一區，人口約27萬人。
北側以發寒川、茨戶川、石狩川為界與石狩市、當別町相隔，西側以新川與手稻區、西區相鄰，南側以JR札幌車站與函館本線與中央區為分界，東側以創成川與東區接鄰。

## 歷史
和人的開拓歷史是從1859年開始，來自福島縣的早山清太郎來到篠路地區進行開墾。到了1887年，以來自九州的士族為主，以屯田兵的形式進入琴似地區開墾。也因為農民與士族之間的對立，兩地在1906年時以創成川為界，將部份原屬篠路村的地區改併入琴似村。這兩地區也成為現在北區的主要範圍。

### 年表
- 1906年4月1日：
  - 篠路村成為北海道二級村。
  - 琴似村和發寒村合併為琴似村，並成為北海道二級村。
- 1923年4月1日：琴似村成為北海道一級村。
- 1942年2月11日：琴似村改制為琴似町，並成為北海道二級町。
- 1955年3月1日：琴似町、篠路村被併入札幌市。
- 1972年4月1日：札幌市成為政令指定都市，同時設置北區。